# Comuna Zabuiannea, Makariv
Zabuiannea (în ucraineană Забуяння) este o comună în raionul Makariv, regiunea Kiev, Ucraina, formată din satele Makarivska Buda, Sobolivka, Volosin și Zabuiannea (reședința).

## Demografie
Componența lingvistică a comunei Zabuiannea
     Ucraineană (97,31%)
     Rusă (2,02%)
     Alte limbi (0,48%)
Conform recensământului din 2001, majoritatea populației comunei Zabuiannea era vorbitoare de ucraineană (97,31%), existând în minoritate și vorbitori de rusă (2,02%).